# شامباوگ (آیووا)
شامباوگ (به انگلیسی: Shambaugh) شهری در ایالت آیووا کشور ایالات متحده آمریکا است که جمعیت آن در سرشماری سال ۲۰۱۰ میلادی، ۱۹۱ نفر بوده‌است.